# Hazar (Musiker)
Hazar (* 18. Juni 1977 als Ulaş Hazar in Malatya; seit 2020 Künstlername Hazar) ist ein Jazzgitarrist und Saz-Spieler.

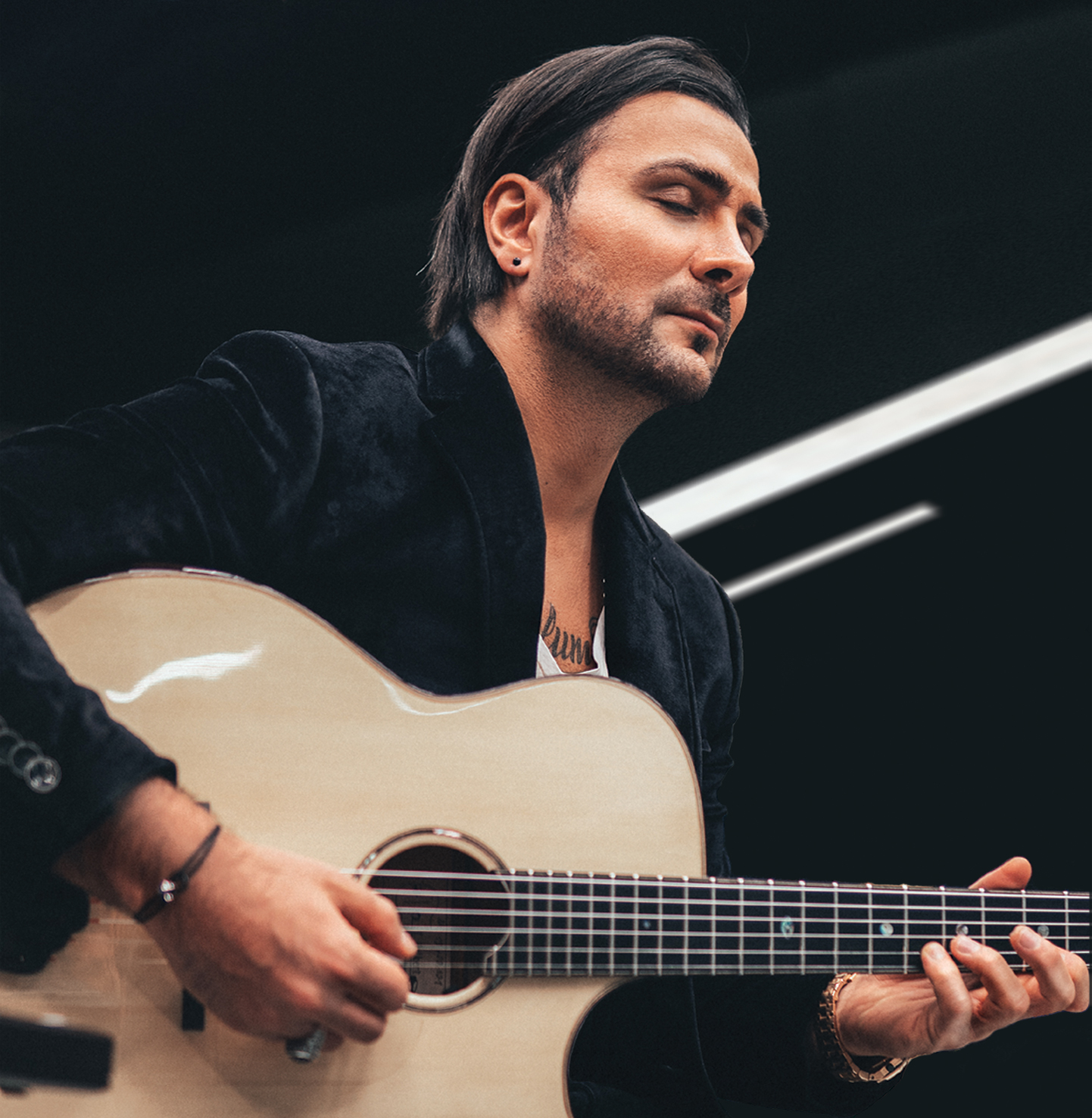
Hazar (Musiker)

## Leben und Wirken

### Studium
Hazar spielte bereits mit 13 Jahren als Autodidakt anspruchsvolle Meisterwerke auf der Langhals- und Kurzhalslaute. Prägend war für sein Spiel der Besuch eines Konzertes von Paco de Lucia. Neben Kompositionsunterricht nahm Hazar Unterricht in Harmonielehre und Kontrapunkt bei Tibor Yusti von Arth, einem der letzten Schüler Sergei Rachmaninows. Während seines Studiums am Conservatorium Maastricht beschäftigte er sich mit der Spielweise der Saz und setzte sich intensiv mit Maqam und Polyrhythmik sowie deren Anwendungen in Jazzimprovisationen auseinander. 2011 erhielt er seinen Master Degree.

### Musikalischer Stil
Hazars Musik ist geprägt durch verschiedene Genres des Jazz mit Einflüssen aus Fusion, Bebop und Flamenco, wobei er sich auch mit mikrotonaler Musik, und Polyrhythmik beschäftigte. Sein Stil ist geprägt durch einerseits harmonisch komplexe Improvisationen in sehr schnellen Tempi sowie andererseits durch berührende Melodien und Kompositionen.

### Musikalische Laufbahn
Hazar komponierte 2007 eine neue Live-Musik für den von Paramount Pictures produzierten Dokumentarfilmklassiker Gras der Regisseure Merian C. Cooper und Ernest B. Schoedsack. 2009 veröffentlichte er zusammen mit dem Bassisten Carles Benavent sein erstes Album namens Virtuoso mit Werken von Chick Corea, Johann Sebastian Bach, Wolfgang Amadeus Mozart und Niccolò Paganini, damals auf der dreisaitigen Laute Saz. Er fusionierte Hazar Jazz, Klassik, Flamenco und traditionelle Klängen. Mit seiner Übertragung der für die Geige komponierten Capricen von Nicolo Paganini auf die Langhalslaute holte er sie aus ihrer Rolle des traditionellen Begleitinstrumentes heraus.
Im Jahr 2010 veröffentlichte Hazar nach einer Entwicklungs- und Forschungsphase von zehn Jahren eine auf seinen Namen patentierte Saz mit einem asymmetrischen Korpus aus Karbon. Im selben Jahr ging er unter dem Projekt Hazar & 100 Saz auf Tournee, in der er auch als Dirigent seines Orchesters bestehend aus 100 seiner Sazschüler wirkte. 2012 unternahm er unter dem Motto „Masters of Saz“ mit Sazlegende Arif Sağ auf Tournee und erhielt einen Ehrenpreis. Unter anderem traten sie gemeinsam im Mozartsaal der Liederhalle Stuttgart auf. Im folgenden Jahr gab Hazar unter dem Projekt Earthy Smelling Tones of Anatolia gemeinsam mit Erkan Oğur mehrere Konzerte.
Angeregt durch ein persönliches Gespräch mit dem Gitarristen John McLaughlin nach einem Konzert in Köln, begann Hazar mit dem Spiel der akustischen Gitarre.
Für die Aufnahmen seines Albums „Reincarnated“ (2020) arbeitete Hazar mit Al Di Meola zusammen. Das Albumrepertoire reicht vom Bossa Nova „Made For Wesley“, Stücken wie dem hitzigen „Bossa Dorado“ sowie Biréli Lagrènes Walzer „Made in France“ über Charlie Parkers fingerbrecherischen Bebop-Klassiker „Donna Lee“ bis hin zum feurigen „Spain“ von Chick Corea. Bei den Aufnahmen wirkte Michael Sagmeister als Supervisor an seiner Seite mit.

### Lehr- und Jurytätigkeit
2008 gründete Hazar eine Saz-Akademie. In vielen Ländern unterrichtete Hazar Hunderte von Schülern, ehrenamtlich unterrichtete er Kinder und Jugendliche aus sozial schwachen Verhältnissen und aus Familien mit Migrationshintergrund. 2014 gründete er einen großen Volksmusikchor und gab im Hegelsaal mit über 200 Musikern ein Konzert.
Hazar wirkt zudem als Juror bei Wettbewerben, so zum Beispiel in den Jahren 2018 und 2019 in der Jury des 55. und 56. Bundesmusikwettbewerbs Jugend musiziert.

## Rezeption
Birger Gesthuisen pointierte im Folker die integrative Dimension seiner Arbeit mit den Worten: „Wir brauchen mehr Musiker wie Ulaş Hazar, der die Langhalslaute aus dem ethnischen Ghetto führt und aus dem musikalischen [Ghetto] in den Konzertsaal.“ Sazlegende Talip Özkan bezeichnet Hazar als „besten Sazspieler aller Zeit“.
Arif Sag sagte im Rahmen einer Tournee 2012 über ihn vor ausverkauftem Publikum im Mozartsaal in der Liederhalle Stuttgart: „Nachdem ich Hazar auf der Saz gehört habe, kann ich in Ruhe sterben.“ Musikkritiker Karsten Rube befand: „Der einzige Vergleich findet sich noch in seinem großen Vorbild Paco de Lucia.“

## Diskografie
- Virtuoso. Mit Carles Benavent und Rafael Cortes (Acoustic Music; 2009)
- Reincarnated. Mit Al Di Meola (Recordjet; 2020)

## Publikationen
- Saz. Das neue Konzept mit Tabulaturen. Inkl. CD (Deutsch) Taschenbuch, 20. November 2015, Acoustic Music GmbH & Co. KG, ISBN 978-3-945190-07-4.